# Belagerung von Bensheim (1301)
Die Belagerung von Bensheim fand im Juli 1301 während des sogenannten „Rheinischen Zollkrieges“ zwischen den vier rheinischen Kurfürsten und König Albrecht I. statt.

## Vorgeschichte
Nach dem Tod Rudolfs von Habsburg hatte der Mainzer Erzbischof Gerhard II. von Eppstein großen Anteil daran, dass nicht Rudolfs Sohn Albrecht zum neuen römisch-deutschen König gewählt wurde, sondern Gerhards Verwandter Adolf von Nassau. Als dieser jedoch wegen seines Strebens nach einer größeren Hausmacht den Kurfürsten lästig wurde, erfolgte, namentlich auf Betreiben Gerhards, seine Absetzung, und Albrecht I. wurde anschließend zum König gewählt.
Durch seine Verbindung zum König von Frankreich, Philipp IV., der mit dem Papst zerstritten war, und durch seine Absicht, Holland, Zeeland und Friesland als erledigtes Reichslehen einzuziehen, rief aber auch Albrecht die Unzufriedenheit der Kurfürsten hervor. Die Erzbischöfe von Mainz, Trier und Köln sowie Rudolf I. von der Pfalz, Pfalzgraf bei Rhein, taten sich unter dem Namen „Kurverein von (Nieder)heimbach“ zusammen und planten, Albrecht wieder abzusetzen. Gerhard II. soll seinerzeit an seine Jagdtasche geschlagen und gesagt haben, darin habe er noch mehr Könige.
Aber Albrecht I. bot die Bürgerschaft der rheinischen Städte auf. Er erhielt von ihnen starke Unterstützung, da er die rheinischen Kurfürsten zwingen wollte, die von ihnen stark erhöhten bzw. neu eingerichteten Rheinzölle, die den Handel schädigten, wieder aufzugeben oder zumindest zu senken. Am 7. Mai 1301 erließ Albrecht von Speyer aus seine Kriegserklärung an die vier Kurfürsten und zog von dort am 21. Mai 1301 gegen sie zu Felde.
Albrecht stand am 23. Mai mit den Grafen von Württemberg, von Werdenberg, von Pfirt, von Hohenberg, dem Markgrafen von Hochberg, den Edlen von Hohenlohe, von Lichtenberg, von Ochsenstein und vielen anderen im Lager bei Wiesloch, das sie einnahmen. Kurze Zeit später belagerte sein Heer Heidelberg, dessen feste Burg sein Neffe Rudolf I. von der Pfalz selbst verteidigte. Aber Albrecht konnte Heidelberg nicht einnehmen und musste unverrichteter Dinge weiter ziehen. Daraufhin zog er gegen Weinheim, das er einnahm, um sich danach den Besitzungen des Erzbischofs von Mainz an der Bergstraße zu widmen.

## Die Belagerung
Unerwarteten Widerstand leistete ihm die Stadt Bensheim. Drei königliche Urkunden vom 4., 12. und 20. Juli 1301 sind erhalten, die im Feldlager vor Bensheim ausgestellt wurden. Albrecht I. lag drei Wochen lang mit seinen Truppen unter der Führung seines Kriegszeugmeisters Rot Ermelein vor der Stadt. Sein Sohn Rudolf stieß mit einer Schar zu ihm. Aus der Steiermark kamen der Ritter Ulrich von Waldsee nebst seinen Brüdern Eberhard und Friedrich mit mehr als hundert Helmen und 200 Schützen aus Österreich. Auch der Erzbischof von Salzburg, Konrad IV. von Fohnsdorf, unterstützte den König.
Ottokar aus der Gaals Reimchronik sagt darüber:

„... her Uolrich von Waldsê
wol hundert helme oder mê
fuort mit im von Stierlande.
von Ôsterrich dem kunie sande
sin sun ouch zwei hundert schutzen,
die sich wol liezen nutzen,
swâ si des funden stat,
von Salzpure bischolf Kuonrât
vertigt ouch dar êrlichen
von Seckou bischolf Uolrichen
und wol bereiter man hundert
die er ûz het besundert
ûz allen den sinen. ...“

Zu dieser Zeit muss die kleine Stadt Bensheim bereits stark befestigt gewesen sein, andernfalls hätte sie einer Belagerung durch König Albrecht I. nicht fast drei Wochen lang standhalten können. Allerdings mag dem König auch nur eine geringe Anzahl von Truppen zur Verfügung gestanden haben.
Das ist auch aus der Urkunde vom 20. Juli – datum in castris ante Bensheim – zu schließen, in dem er dem Pfalzgrafen Rudolf I., mit dem er sich mittlerweile wieder versöhnt hatte, für noch zu leistende Hilfe – pro impendendis auxiliis – und zu anderen Zwecken 10.000 Mark versprach. Schließlich musste sich Bensheim doch ergeben. Die Stadt wurde geplündert und an allen Seiten in Brand gesteckt. Was das Feuer nicht zerstörte, ließ Albrecht niederreißen. Ottokar sagt:

„... daz dâ niemen beleip.
do diu stat nû was verbrunnen,
swâ dem fiwer was zerunnen,
der kunic daz vol nider brach.
dô er sich dâ gerach
an dem phalzgrâven Ruodolf,
von Meinze an dem bischolf
wollt er sich rechen baz. ...“

Die Auswirkungen dieser Fehde waren seit Bestehen Bensheims die schlimmsten, welche die Stadt hinzunehmen hatte, denn was Steinkugelschleudern, Sturmdächer, mit Werg umwickelte Feuerkugeln und Armbrüste nicht zerstört hatten, bewirkte die Wut des Königs wegen des unerwartet langen Widerstandes; er ließ die Stadt quasi schleifen.
Nach der Einnahme von Bensheim zerstörte Albrecht I. auch die Feste Zwingenberg, deren Landesherr, Graf Wilhelm von Katzenelnbogen, sich dem Erzbischof Gerhard II. von Eppstein angeschlossen hatte.